# Торпедные катера типа «Комсомолец»

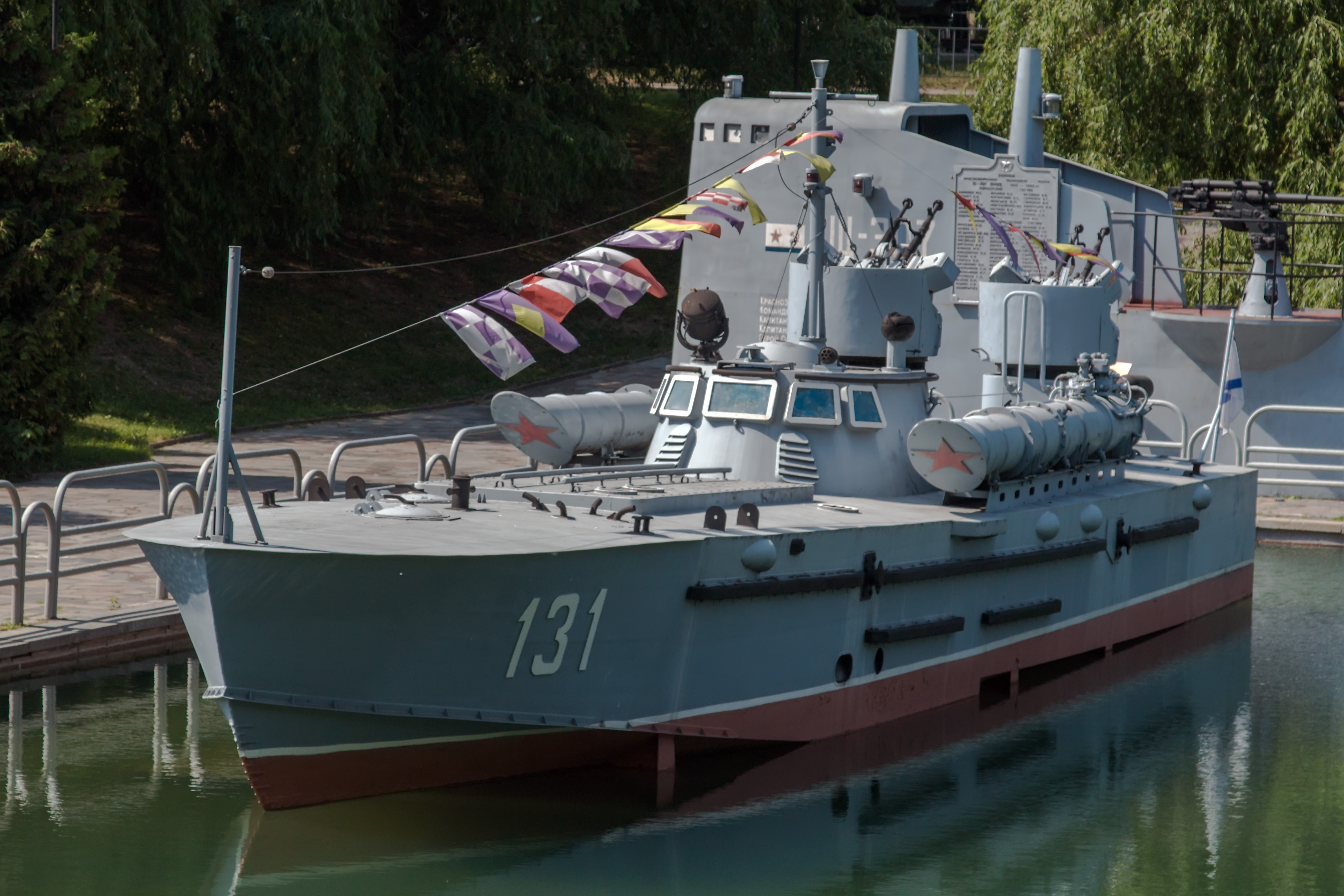
Реплика ТК-131 пр. 123бис в Музее Великой Отечественной войны. 2014

«Комсомолец» (проектов 123, 123бис, М-123бис и 123К) — серия советских малых торпедных катеров (ТК, ТКА).

## История
Торпедный катер с дюралевым корпусом «Комсомолец» (проект 123) спроектировала в 1939 году группа конструкторов завода № 194 («имени Андре Марти»), которую возглавлял П.И. Таптыгин.
Имея почти такие же габариты, что и Г-5, катер проекта 123 его превосходил. В днище по всей длине корпуса полая балка, которая играла роль киля. По бортам ниже ватерлинии были боковые кили, уменьшавшие качку. Мореходность до 4-х баллов. Количество водонепроницаемых отсеков возросло до пяти. Вместо кормового лотка появились бугельные торпедные аппараты.
Головной катер проекта 123 был заложен 30 июля 1939 года на верфи ленинградского завода № 194 (стапельный № С-505). Спущен на воду 16 мая 1940 года, вступил в строй 25 октября 1940 года. 12 марта 1941 года был зачислен в состав Черноморского флота. По характеристикам значительно отличался от катеров последующих серий.
Данные «Комсомольца»: водоизмещение 15,27 (полное 17,2) тонны; размеры 18 х 3,4 х х 1,2 метров; моторы ГАМ-34Ф 2 х х 1000 л.с.; скорость 52 узла; дальность 345 миль на скорости 17 узлов; экипаж 6 человек. Вооружение: 2 533-мм бугельных ТА, 1 12,7-мм пулемет ДШК, 4 глубинные бомбы М-1.
После спуска на воду головного катера проекта 123, КБ судостроительного завода № 639 начало доработку проекта.В 1942 году проект улучшила в ЦКБ-32 группа Ф.Л. Ливенцева. Значительно усилили зенитное вооружение, вместо одного пулемета ДШК поставили четыре, в двух спаренных установках. В ноябре 1943 года флот получил новый проект катеров типа «Комсомолец», получившего обозначение «123бис». До конца Второй мировой войны со стапелей Тюменского завода № 639 сошёл 31 катер проекта 123бис, все они оснащались более мощными 1200-сильными авиационными моторами Packard 4M-2500, поставлявшимися по ленд-лизу.
В послевоенное время проект катеров типа «Комсомолец» ещё 2 раза подвергался доработке, и в 1946—1953 годы со стапелей феодосийского судостроительного завода № 831 сошло ещё 205 торпедных катеров «Комсомолец» (50 — проекта М-123бис и 155 — проекта 123К) с советскими дизелями М-50 завода № 800 Минтрансмаша.
На этом серийное строительство малых торпедных катеров в СССР завершилось. Начиная с 1952 года, СССР передал Китаю 56 катеров проекта 123-К. Такие же катера получили и другие страны — союзники СССР.

## Особенности конструкции
Реданный катер с дюралюминиевым корпусом. Корпус разделен водонепроницаемыми переборками на пять отсеков (шпация 20…25 см). По всей длине корпуса проложена полая кильбалка, выполняющая функцию киля. Для уменьшения качки на подводной части корпуса установлены бортовые кили.

Два авиационных двигателя установлены в корпусе ступенчато один за другим, при этом длина левого гребного вала 12,2 м, а правого — 10 м.

Торпедные аппараты, начиная с катеров проекта 123бис, в отличие от катеров предыдущих типов — трубчатые, а не желобные.

## Модификации

### Торпедные катера проекта 123бис
Усовершенствованный вариант катеров, разработанный группой Ф. Л. Ливенцева при ЦКБ-32 в 1942 году, отличались от предыдущей версии усиленным корпусом, ленд-лизовскими американскими бензиновыми моторами, усиленным артиллерийским и обновлённым торпедным вооружением. Рубку и пулеметные установки защитили 7-мм броней.
Силовая установка из двух бензиновых авиационных моторов «Паккард» по 1200 л. с. Максимальная скорость до 48 узлов. Исправный мотор запускался за 5-6 секунд после включения.

#### Вооружение
Из 2 однотрубных торпедных аппаратов ТТКА-45 для двух 457-мм торпед. Трубные аппараты обеспечивали более благоприятный микроклимат для торпеды, которая находилась в ТА.
Из 2 спаренных крупнокалиберных 12,7-мм пулемётов ДШК с длиной ствола 84,25 калибра, которые расположены один на крыше рубки и один в корме на постаменте. Режим огня — только автоматический, на газоотводном принципе, есть дульный тормоз. Скорострельность пулемёта 600 выстрелов/минуту при начальной скорости патрона 850 м/с, дальность стрельбы до 3,5 км, прицельная высота до 2,4 км. Питание пулемёта ленточное, в ленте 50 патронов. Стрельба очередями до 125 выстрелов, после чего требуется охлаждение. Расчёт пулемёта 2 человека. Для удобства наводки наплечник с регулируемыми плечевыми упорами. Пулемёты имели систему ручного управления с оптическим прицелом.
Из 6 глубинных бомб БМ-1 на кормовых упорах. Общий вес бомбы 41 кг, вес тротила 25 кг при длине в 420 мм и диаметре 252 мм. Скорость погружения до 2,3 м/с, радиус поражения — до 5 метров. Бомбу применяли для профилактического бомбометания, в том числе для подрыва донных магнитных и акустических мин с катеров и тихоходных кораблей.
Катера с кислотной дымаппаратурой ДА-7 на корме — как дымообразующее вещество в них использовали смесь C-IV (раствор сернистого ангидрида в хлорсульфоновой кислоте), которая сжатым воздухом из баллона подавалась к форсункам и распылялась за корму.
Экипаж: 7 человек (1 офицер).
Водоизмещение катеров проекта 123бис возросло на 5 тонн, максимальная скорость снизилась на 4 узла. Но главный недостаток в том, что дальность сократилась на 100 миль (185км)! Такова плата за более мощное вооружение, бронирование рубки и усиление корпуса.

#### Тактико-технические данные
Водоизмещение: стандартное 19,2 тонны, полное 20,5 тонны.
Длина наибольшая: 18,7 метра
Ширина наибольшая: 3,44 метра
Осадка полная: 0,75 метра
Силовая установка: 2 бензиновых мотора «Паккард» по 1200 л. с.,
2 винта, 2 руля
Скорость хода: полная 48 узлов, экономическая 17 узлов
Дальность плавания: 250 миль при 17 узлах
Мореходность: 4 балла
Автономность: 1 сутки
Радиотехническое вооружение: 1 радиостанция «Штиль-К» - навигационное: 1 магнитный компас КИ-6

#### Количество построенных
Строили катера проекта 123бис на заводе № 639 в городе Тюмени. Головной катер проекта 123бис вступил в строй в 1944 году.
Всего построено катеров с 1944 г. по 1955 г. — 118 единиц.

### Торпедные катера проекта М-123бис
Модернизиронный вариант катеров проекта 123бис, разработанный группой В. М. Бурлакова при ЦКБ-19 в 1946 году и отличались от катеров проекта 123бис отечественными дизелями М-50, которые были менее пожароопасными, чем бензиновые моторы «Паккард».
Силовая установка двухвальная с двумя дизелями М-50 по 900 л. с. с реверс-редукторами и максимальной частотой вращения в 1600 об/мин.
Строительство проводилось на заводе № 831 в г. Феодосии. Головной катер вступил в строй Черноморского флота в 1949 году.

#### Тактико-технические данные
Водоизмещение: стандартное 20,2 тонны, полное 21,5 тонны.
Длина наибольшая: 18,7 метра
Ширина наибольшая: 3,44 метра
Осадка полная: 0,76 метра
Силовая установка: 2 дизеля М-50 по 900 л. с.,
2 винта, 2 руля
Скорость хода: полная 50 узлов, экономическая 17 узлов
Дальность плавания: 500 миль при 17 узлах
Мореходность: 4 балла
Автономность: 1 сутки

#### Вооружение
артиллерийское: 2х2 12,7-мм пулемёта ДШК
торпедное: 2 однотрубных 457-мм ТА ТТКА-45
радиотехническое: 1 радиостанция «Штиль-К»
навигационное: 1 магнитный компас КИ-6
химическое: дымаппаратура ДА-7

#### Количество построенных
Всего построено катеров с 1949 г. по 1951 г. — 42 единицы.

### Торпедные катера проекта 123К
Торпедные катера проекта 123К — это улучшенный вариант, разработанный группой В. М. Бурлакова при ЦКБ-19 в 1950 году. Он отличался от предыдущей версии тем, что управление катером вынесли из ходовой рубки на открытый мостик, дымаппаратуру заменили дымовыми шашками МДШ, а броневую защиту рубки убрали. Кроме этого на катера установили две РЛС: госопознавания «Факел» и обнаружения целей «Зарница» за счет снятия пулеметной установки.

#### Вооружение
Из 2 однотрубных торпедных аппаратов ТТКА-45-52 для двух 457-мм торпед. Трубные аппараты обеспечивали более благоприятный микроклимат для торпеды, которая находилась в ТА.
Из 1 спаренного 14,5-мм пулемёта 2М-5 с длиной ствола 138 калибра, который располагался в кормовой части катера. Установка имела 2 горизонтально установленных пулемета КПВ, которые наводились вручную стрелком, механизмы приводов наведения отсутствовали. Расчёт включал 3 человека. Для предохранения расчета от пуль и мелких осколков установка снабжалась горизонтальной броней толщиной 8 мм для передней стенки и 4 мм для — задней. Скорострельность установки составляла 600 выстрелов/мин. на ствол при начальной скорости патрона 850 м/с, прицельная дальность стрельбы до 2,5 км, потолок до 2 км. Питание пулемётов ленточное, в ленте по 80 патронов на ствол. Стрельба велась только очередями. Прицел позволял вести огонь по воздушным целям, движущимся со скоростью до 250 м/с. Вес установки — 550 кг.
Средство маскировки — дымовые шашки МДШ. Морская дымовая шашка МДШ, принятая на вооружение в 1935 году, предназначалась для кораблей, не имеющих стационарной дымовой аппаратуры. В качестве дымообразователя в шашке используется твердая дымовая смесь на основе нашатыря и антрацена. При длине 487 мм и массе 40-45 кг, время её работы составляет восемь минут, а создаваемая дымовая завеса достигает 350 метров в длину и 17 метров в высоту.

#### Тактико-технические данные
Водоизмещение: стандартное 21,1 тонны, полное 22,5 тонны.
Длина наибольшая: 19,3 метра
Ширина наибольшая: 3,6 метра
Осадка полная: 0,8 метра
Силовая установка: 2 дизеля М-50 по 900 л. с.,
2 винта, 2 руля
Скорость хода: полная 50 узлов, экономическая 17 узлов
Дальность плавания: 400 миль при 17 узлах
Мореходность: 4 балла
Автономность: 1 сутки
Экипаж: 7 человек (1 офицер)
Радиовооружение: 1 радиостанция, навигационное: 1 магнитный компас КИ-11, химическое: 3 дымовые шашки МДШ

#### Количество построенных
Строительство проводилось на заводе № 831 в г. Феодосии. Головной катер вступил в строй флота в 1951 году.
Всего построено катеров проекта 123К с 1951 по 1955 год — 205 единиц.

## Список катеров проектов 123 и 123бис в годыВеликой Отечественной войны
| Номер                                           | Название              | Заложен     | Спущен     | Введен в строй | В составе флота | Примечания |
| ----------------------------------------------- | --------------------- | ----------- | ---------- | -------------- | --------------- | --- |
| № 13 (с 6.08.1942 — № 73, с 23.02.1944 — ТК-351 |                       | 30.07.1939  | 16.05.1940 | 25.10.1940     | ЧФ              | Головной катер серии проекта 123 |
| ТК-7                                            | «Одесский патриот»    | Начало 1944 | Осень 1944 | 4.02.1945      | ТОФ             | |
| ТК-100                                          | «Одесский колхозник»  |             |            |                | ТОФ             | |
| ТК-110                                          |                       |             |            |                | ТОФ             | |
| ТК-111                                          |                       |             |            |                | ТОФ             | |
| ТК-112                                          |                       |             |            |                | ТОФ             | |
| ТК-120                                          |                       |             |            |                | ТОФ             | |
| ТК-122                                          |                       |             |            |                | ТОФ             | |
| ТК-123                                          |                       |             |            |                | ТОФ             | |
| ТК-130                                          |                       |             |            |                | ТОФ             | |
| ТК-131                                          | «Речник Ангары»       | 15.05.1944  | окт. 1944  | 19.11.1944     | КБФ             | Заложен на Тюменской судоверфи (с октября 1941 г. — завод № 639), 30.09.1944 г. отправлен по железной дороге в Ленинград для достройки. Вошел в состав БФ 30.01.1945 г. 15.04.1945 в Гданьском заливе совместно с ТК-141 тяжело повредил германский эсминец Z-34. В 1995 году на заводе Алмаз был построен по подлинным чертежам полноразмерный макет катера проекта М-123бис. Бортовой номер присвоен в честь ТК-131. Макет располагается на Поклонной горе в Музее Победы. |
| ТК-132                                          | «Артёмовец»           |             |            |                | КБФ             | 11.04.1945 был повреждён береговой артиллерией противника в Гданьском заливе, выбросился на берег, уничтожен советской штурмовой авиацией. |
| ТК-133                                          | «Трудящийся Артёма»   |             |            |                | КБФ             | Предположительно потопил 28.04.1945 транспорт «Emily Sauber» (2 475 брт) |
| ТК-140                                          |                       |             |            |                | ТОФ             | |
| ТК-141                                          | «Одесский комсомолец» |             |            |                | КБФ             | 15.04.1945 в Гданьском заливе совместно с ТК-131 тяжело повредил германский эсминец Z-34. По ошибке потоплен советской авиацией 9.05.1945 в районе Либавы. В 2010 году для Музея военной техники УГМК был построен полноразмерный макет катера проекта М-123бис. Бортовой номер присвоен в честь ТК-141. |
| ТК-142                                          |                       |             |            |                | ТОФ             | |
| ТК-143                                          |                       |             |            |                | ТОФ             | |
| ТК-146                                          |                       |             |            |                | ТОФ             | |
| ТК-148                                          |                       |             |            |                | ТОФ             | |
| ТК-350                                          | «Черноморец»          |             |            |                | ЧФ              | |
| ТК-472                                          | «Моряк Дальстроя»     |             |            |                | ТОФ             | |
| ТК-473                                          | «Ливадия»             |             |            |                | ТОФ             | |
| ТК-474                                          |                       |             |            |                | ТОФ             | |
| ТК-475                                          |                       |             |            |                | ТОФ             | |
| ТК-476                                          |                       |             |            |                | ТОФ             | |
| ТК-477                                          |                       |             |            |                | ТОФ             | |
| ТК-478                                          |                       |             |            |                | ТОФ             | |
| ТК-479                                          |                       |             |            |                | ТОФ             | |
| ТК-480                                          |                       |             |            |                | ТОФ             | |
| ТК-481                                          |                       |             |            |                | ТОФ             | |
| ТК-607                                          | «Комсомол Казахстана» |             |            |                | ТОФ             | |
| ТК-608                                          |                       |             |            |                | ТОФ             | |

Все по

## «Комсомолец» в искусстве
- В советском фильме «Прощай» (1966 год) дивизион торпедных катеров типа «Комсомолец» ведёт боевые действия у берегов Крыма в 1944 году.
- В советском фильме "Один шанс из тысячи" (1968 год) торпедный катер пр.123К играет роль немецкого торпедного катера, на котором разведчики возвращаются с задания (на корме катера установлена спаренная пулемётная установка с пулеметами КПВ, а по бортам 450мм трубные торпедные аппараты).
- В советском фильме «Внимание, цунами!» (1969 год) катер типа «Комсомолец» используется для перевозки персонала между островами.

Торпедные катера типа «Комсомолец» можно увидеть в играх:
- Морской Охотник
- Корабли
- NavyPower
- WarThunder